# Mazghuna

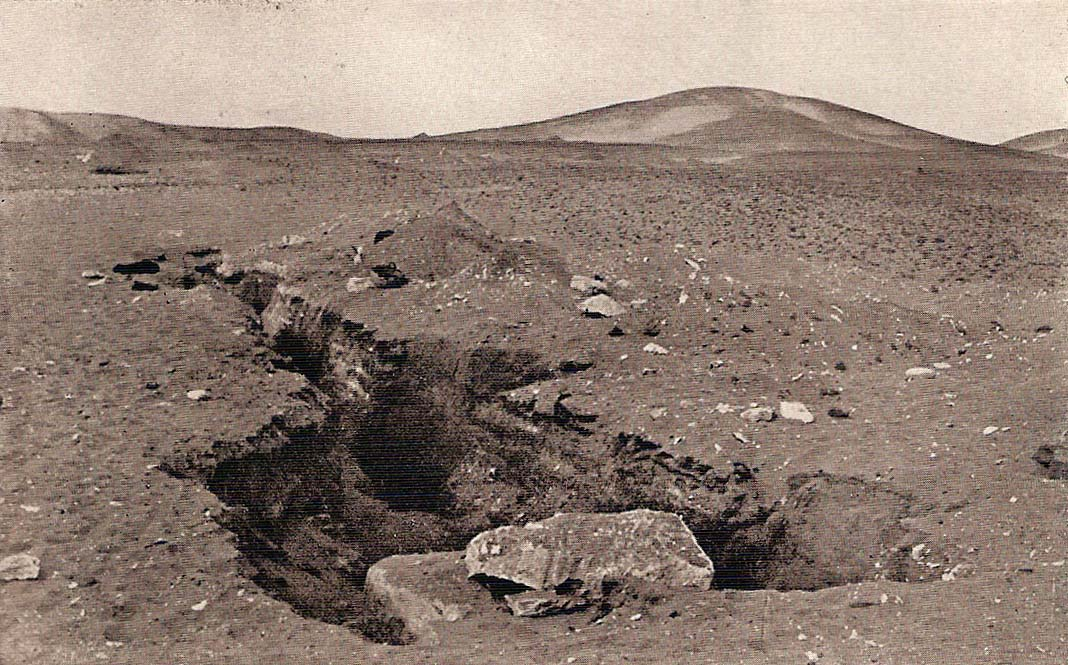
Restos de la pirámide sur.

Mazghuna es una zona arqueológica de Egipto, situada unos cinco kilómetros al sur de Dahshur, con restos de dos pirámides de finales de la dinastía XII o de la dinastía XIII.
Al faraón Amenemhat IV se atribuye una de las dos pirámides de Mazghuna, la norte. La pirámide sur se atribuye a Neferusobek (Sebekkara), la reina que le sucedió. Sin embargo, no hay pruebas de que estos faraones construyeran las pirámides, pues podrían pertenecer incluso a algún faraón de la dinastía XIII.
La pirámide norte, posiblemente construida con piedra caliza, está totalmente arrasada y no quedan restos de ningún templo o calzada procesional. La cámara funeraria contiene un sarcófago de cuarcita pero se desconoce si alguna vez fue utilizada como tumba.
La zona fue explorada por Ernest Mackay en 1910.

## Planos de las pirámides
|  |  |

- Situación: 29°45′0″N 31°14′0″E / 29.75000, 31.23333

## Literatura
- W. M. Flinders Petrie, G. A. Wainwright, E. Mackay: The Labyrinth, Gerzeh and Mazghuneh. London 1912